# 钮卫星
钮卫星（1968年—），男，浙江湖州人，中国天文学史学家，现任中国科学技术大学科技史与科技考古系教授。著有《西望梵天——汉译佛经中的天文学源流》、《天文西学东渐集》、《天文学的历史》等。

## 生平
1990年毕业于南京大学天文系，获学士学位。1993年、1996年先后获中国科学院上海天文台硕士和博士学位。2006年8月被聘为上海交通大学教授。